# Temporada 1943 de las Grandes Ligas de Béisbol
La Temporada 1943 de las Grandes Ligas de Béisbol fue disputada de abril a octubre, con 8 equipos tanto en la Liga Americana como en la Liga Nacional con cada equipo jugando un calendario de 154 partidos. 
La temporada finalizó cuando New York Yankees derrotaron en la Serie Mundial a St. Louis Cardinals en cinco juegos, ganando así su décimo título.
Con el fin de conservar el transporte ferroviario durante la Segunda Guerra Mundial, el entrenamiento de primavera de 1943 se limitó a un área al este del Río Misisipi y al norte del Río Ohio. Chicago White Sox celebraron su campamento en French Lick, Indiana, Washington Senators en College Park, Maryland, y New York Yankees en Asbury Park, New Jersey.
.

## Premios y honores
- MVP
  - Spud Chandler, New York Yankees (AL)
  - Stan Musial, St. Louis Cardinals (NL)

## Temporada Regular
| Liga Americana         | Liga Americana | Liga Americana | Liga Americana | Liga Americana | Liga Americana | Liga Americana |
| Equipo                 | V              | D              | CTE            | JD             | LOCAL          | VISITA         |
| ---------------------- | -------------- | -------------- | -------------- | -------------- | -------------- | -------------- |
| New York Yankees       | 98             | 56             | .636           | -              | 54-23          | 44-33          |
| Washington Senators    | 84             | 69             | .549           | 13½            | 44-32          | 40-37          |
| Cleveland Indians      | 82             | 71             | .536           | 15½            | 44-33          | 38-38          |
| Chicago White Sox      | 82             | 72             | .532           | 16             | 40-36          | 42-36          |
| Detroit Tigers         | 78             | 76             | .506           | 20             | 45-32          | 33-44          |
| St. Louis Browns       | 72             | 80             | .474           | 25             | 44-33          | 28-47          |
| Boston Red Sox         | 68             | 84             | .447           | 29             | 39-36          | 29-48          |
| Philadelphia Athletics | 49             | 105            | .318           | 49             | 27-51          | 22-54          |

| Liga Nacional         | Liga Nacional | Liga Nacional | Liga Nacional | Liga Nacional | Liga Nacional | Liga Nacional | Liga Nacional |
| Equipo                | V             | D             | CTE           | JD            | LOCAL         | VISITA        |               |
| --------------------- | ------------- | ------------- | ------------- | ------------- | ------------- | ------------- | ------------- |
| St. Louis Cardinals   | 105           | 49            | .682          | -             | 58-21         | 47-28         |               |
| Cincinnati Reds       | 87            | 67            | .565          | 18            | 48-29         | 39-38         |               |
| Brooklyn Dodgers      | 81            | 72            | .529          | 23½           | 46-31         | 35-41         |               |
| Pittsburgh Pirates    | 80            | 74            | .519          | 25            | 47-30         | 33-44         |               |
| Chicago Cubs          | 74            | 79            | .484          | 30½           | 36-38         | 38-41         |               |
| Boston Braves         | 68            | 85            | .444          | 36½           | 38-39         | 30-46         |               |
| Philadelphia Phillies | 64            | 90            | .416          | 41            | 33-43         | 31-47         |               |
| New York Giants       | 55            | 98            | .359          | 49½           | 34-43         | 21-55         |               |

## Postemporada
AL New York Yankees (4) vs. NL St. Louis Cardinals (1)
|                                        |
| Campeón New York Yankees Décimo Título |

## Líderes de la liga

### Liga Americana
Líderes de Bateo 
| Categoría           | Jugador        | Equipo | Marca |
| ------------------- | -------------- | ------ | ----- |
| Porcentaje de bateo | Luke Appling   | CHW    | .328  |
| Cuadrangulares      | Rudy York      | DET    | 34    |
| Carreras Impulsadas | Rudy York      | DET    | 118   |
| Carreras Anotadas   | George Case    | WSH    | 102   |
| Hits                | Dick Wakefield | WSH    | 200   |
| Robo de Bases       | George Case    | WSH    | 61    |

Líderes de Pitcheo 
| Categoría         | Jugador                   | Equipo  | Marca |
| ----------------- | ------------------------- | ------- | ----- |
| Victorias         | Spud Chandler Dizzy Trout | NYY DET | 20    |
| Derrotas          | Lum Harris                | PHA     | 21    |
| ERA               | Spud Chandler             | NYY     | 1.64  |
| Ponches           | Allie Reynolds            | CLE     | 157   |
| Entradas Lanzadas | Jim Bagby                 | CLE     | 273   |
| Juegos salvados   | Gordon Maltzberger        | CHW     | 14    |

### Liga Nacional
Líderes de Bateo 
| Categoría           | Jugador        | Equipo | Marca |
| ------------------- | -------------- | ------ | ----- |
| Porcentaje de bateo | Stan Musial    | STL    | .357  |
| Cuadrangulares      | Bill Nicholson | CHC    | 29    |
| Carreras Impulsadas | Bill Nicholson | CHC    | 128   |
| Carreras Anotadas   | Arky Vaughan   | BRO    | 112   |
| Hits                | Stan Musial    | STL    | 220   |
| Robo de Bases       | Arky Vaughan   | BRO    | 20    |

Líderes de Pitcheo 
| Categoría         | Jugador                             | Equipo      | Marca |
| ----------------- | ----------------------------------- | ----------- | ----- |
| Victorias         | Elmer Riddle Mort Cooper Rip Sewell | CIN STL PIT | 21    |
| Derrotas          | Nate Andrews                        | BSN         | 20    |
| ERA               | Max Lanier                          | STL         | 1.90  |
| Ponches           | Johnny Vander Meer                  | CIN         | 174   |
| Entradas Lanzadas | Al Javery                           | BSN         | 303   |
| Juegos salvados   | Les Webber                          | BRO         | 10    |